# Planetenweg (Radis)

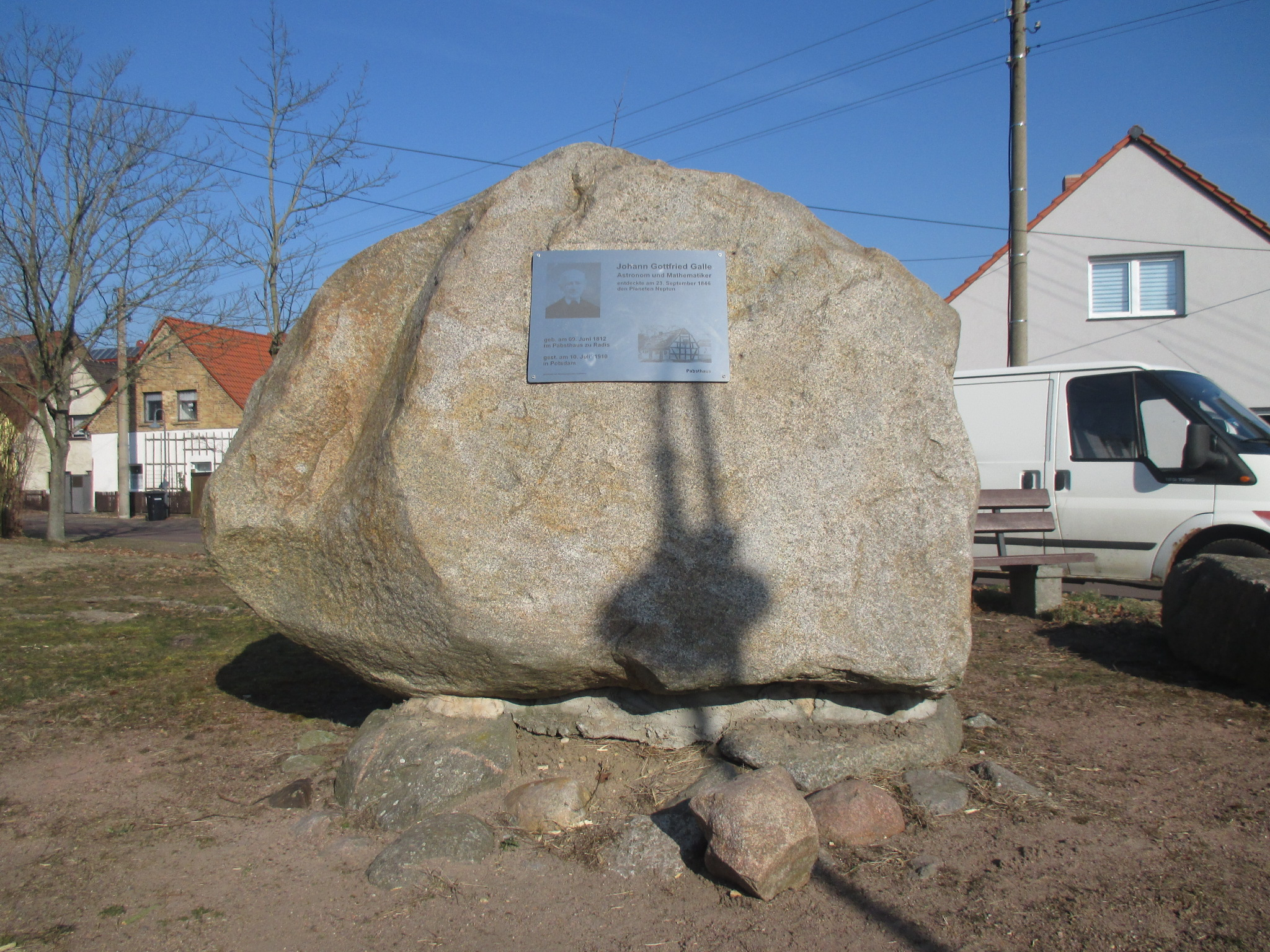
Anfang des Planetenweges mit Informationstafel zu Johann Gottfried Galle

Der etwa 4 km lange Planetenweg Radis wurde 2016 eröffnet. Im Maßstab 1:1 Mrd. besteht er aus Steinquadern mit Hinweistafeln zu den einzelnen Planeten (nicht maßstäblich) im entsprechenden Abstand.
Der Standort der Sonne liegt in der Nähe des ehemaligen Gutshauses, jetzt Jugendherberge.  Von dort geht es entlang des Johann-Gottfried-Galle-Wanderweges zu dessen Geburtsort am Pabsthaus. Das entspricht in etwa dem Standort des Neptun.

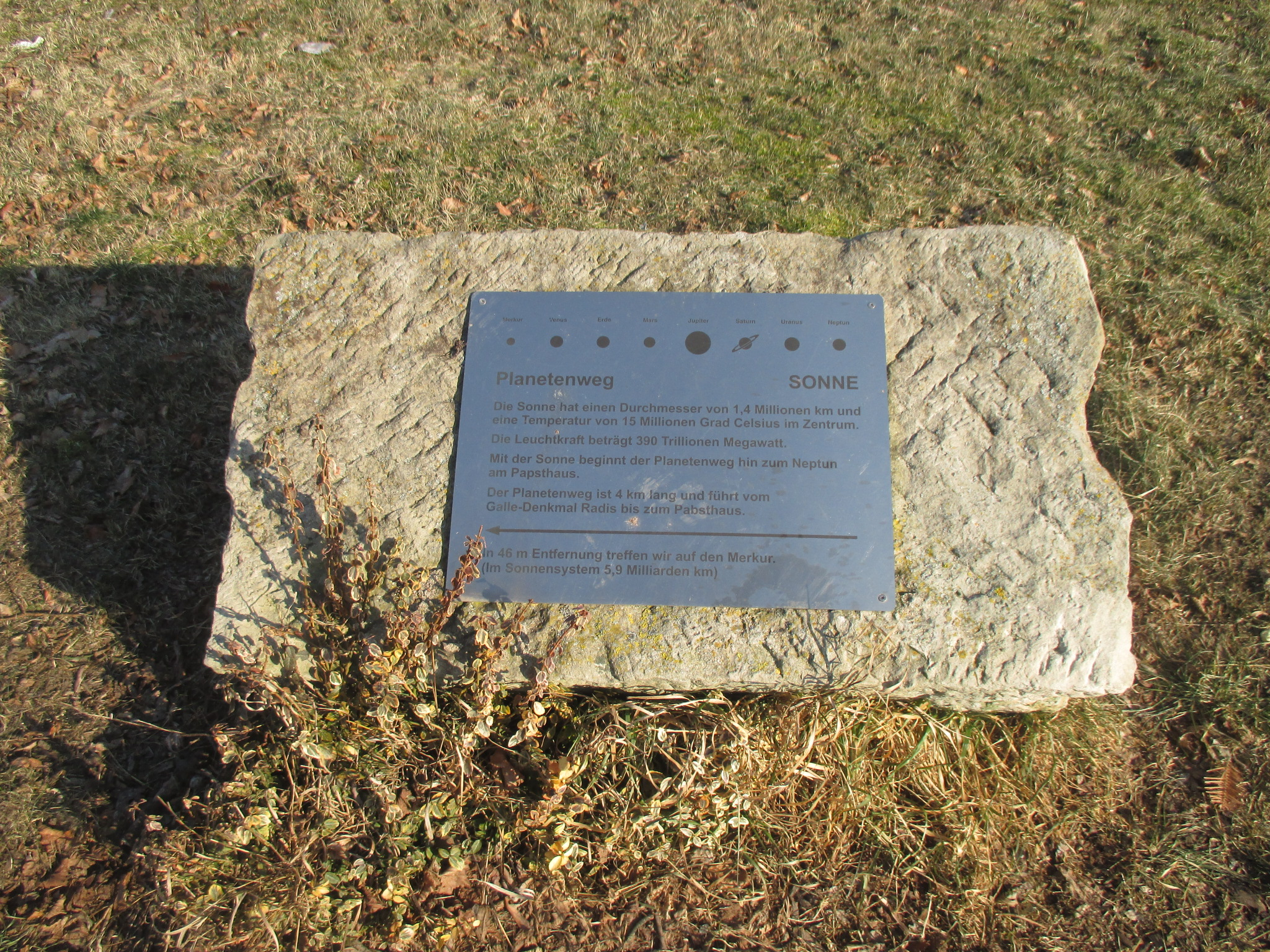
Sonne
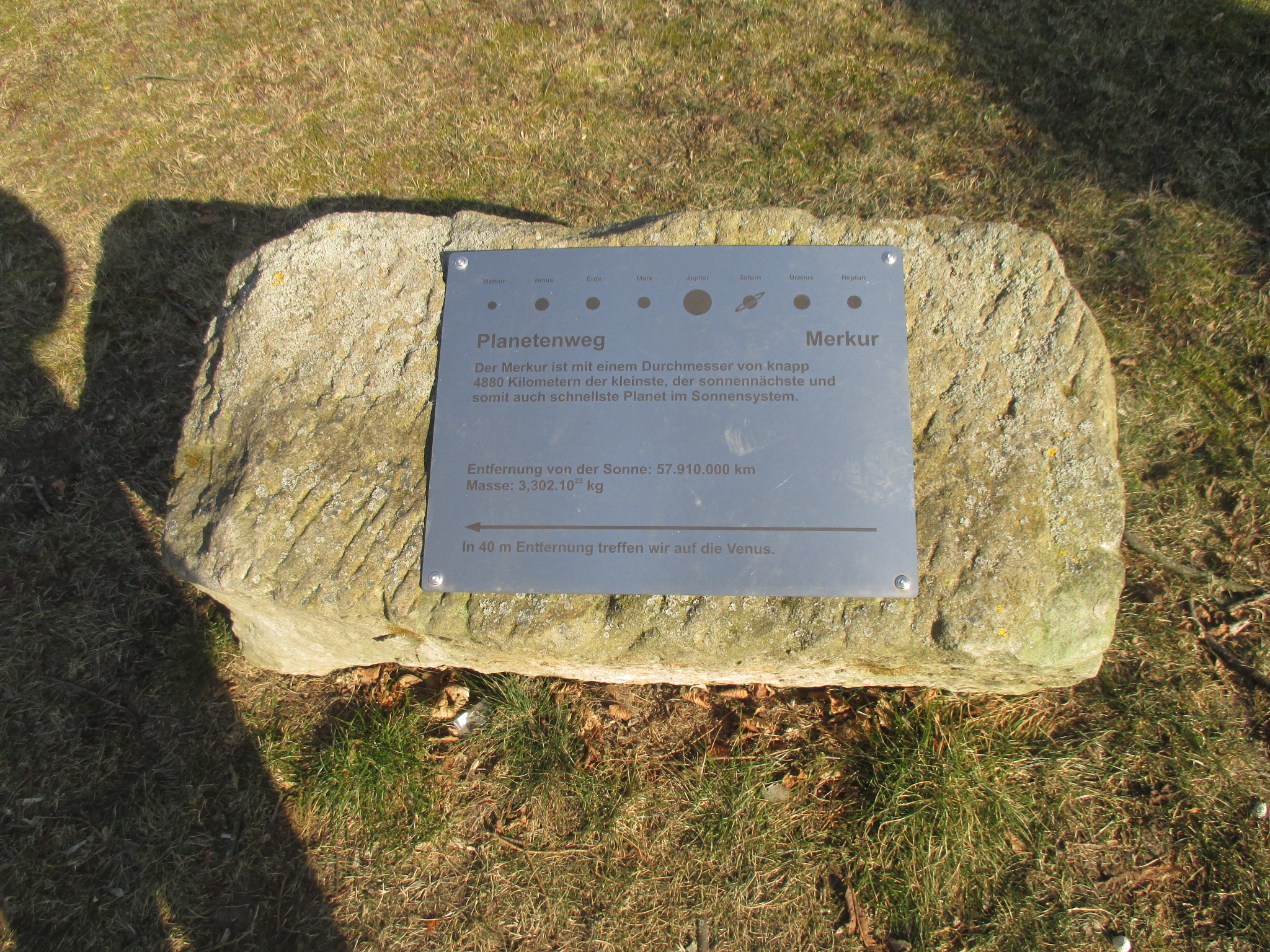
Merkur
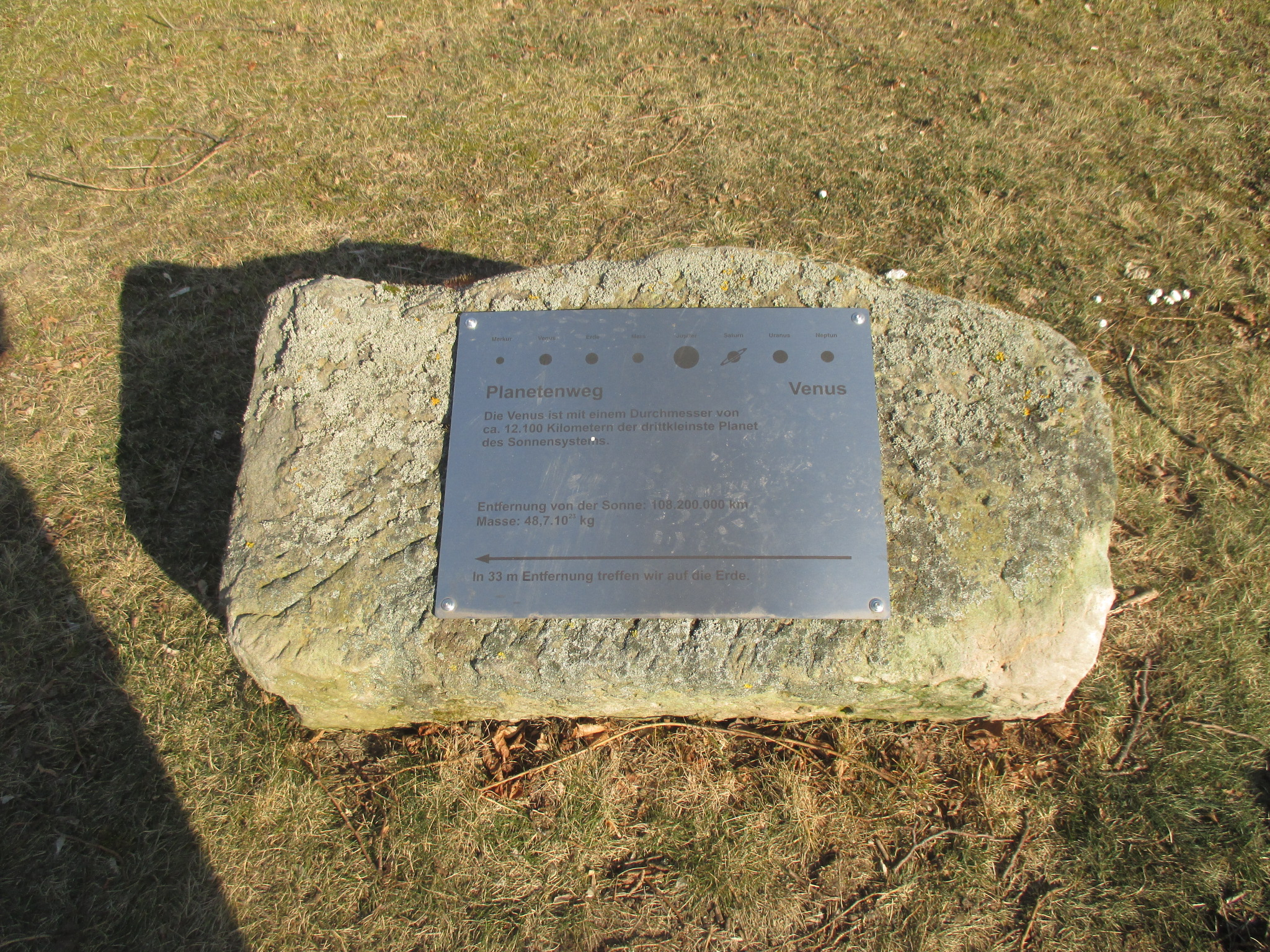
Venus
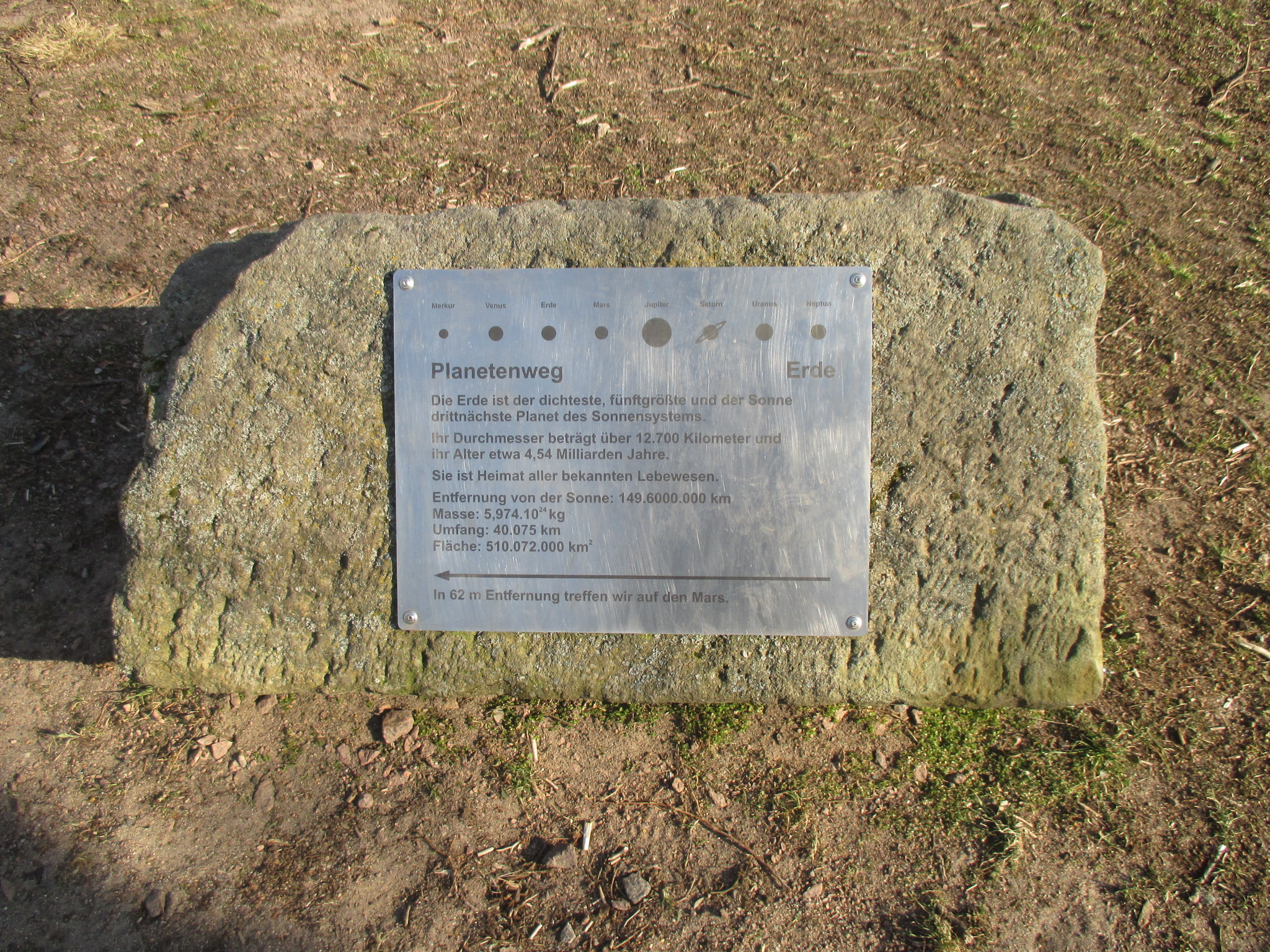
Erde
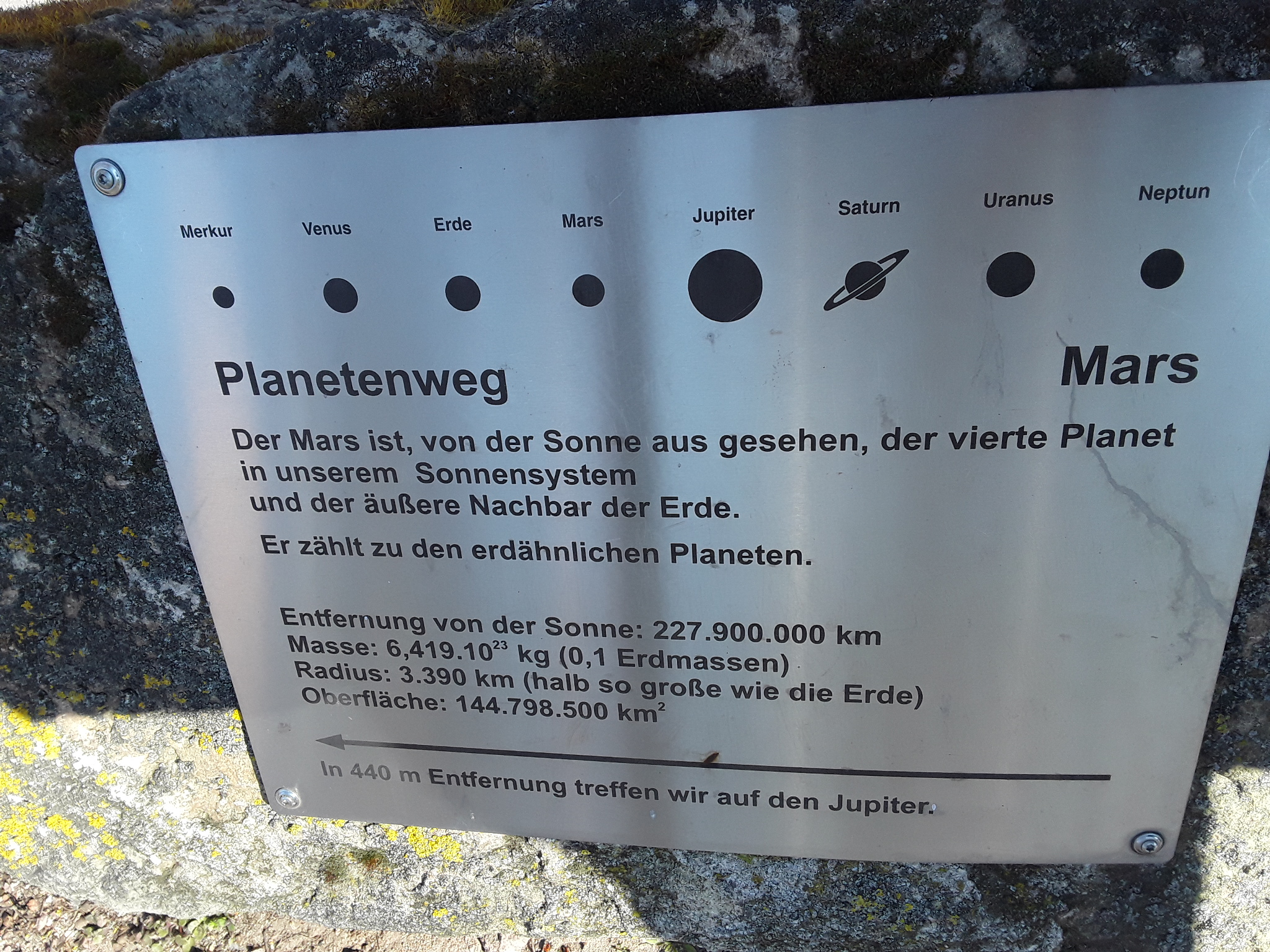
Mars
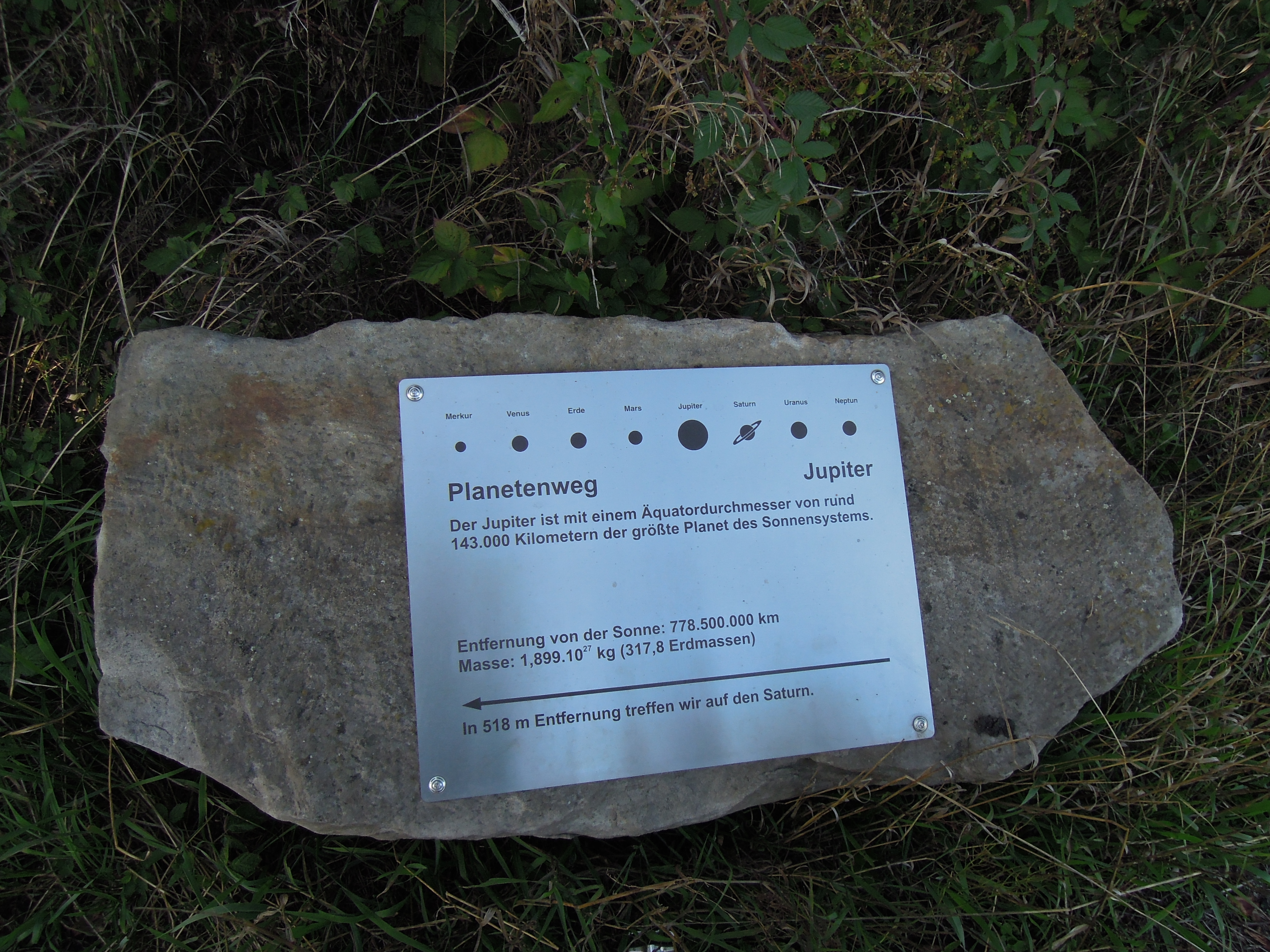
Jupiter
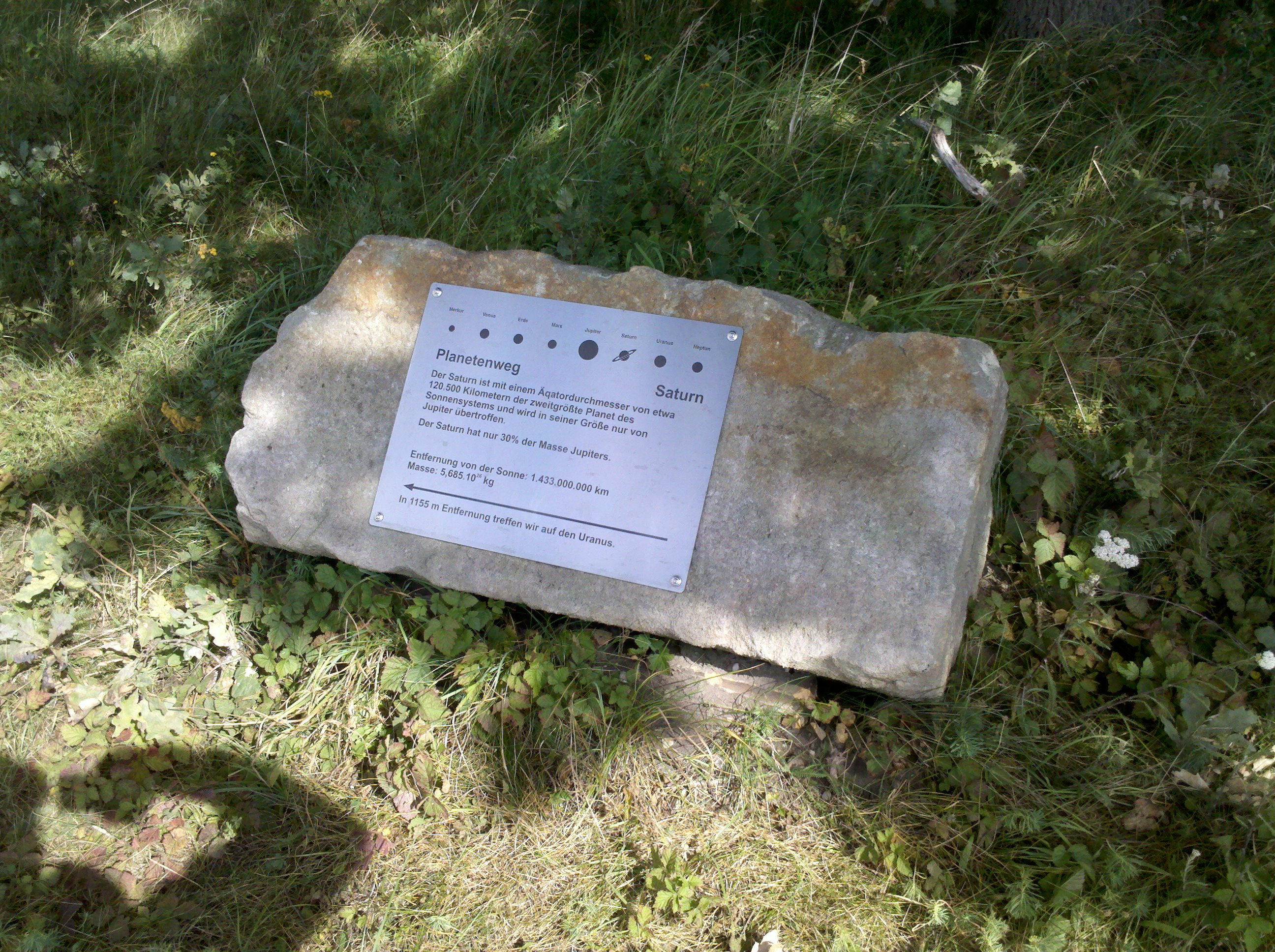
Saturn
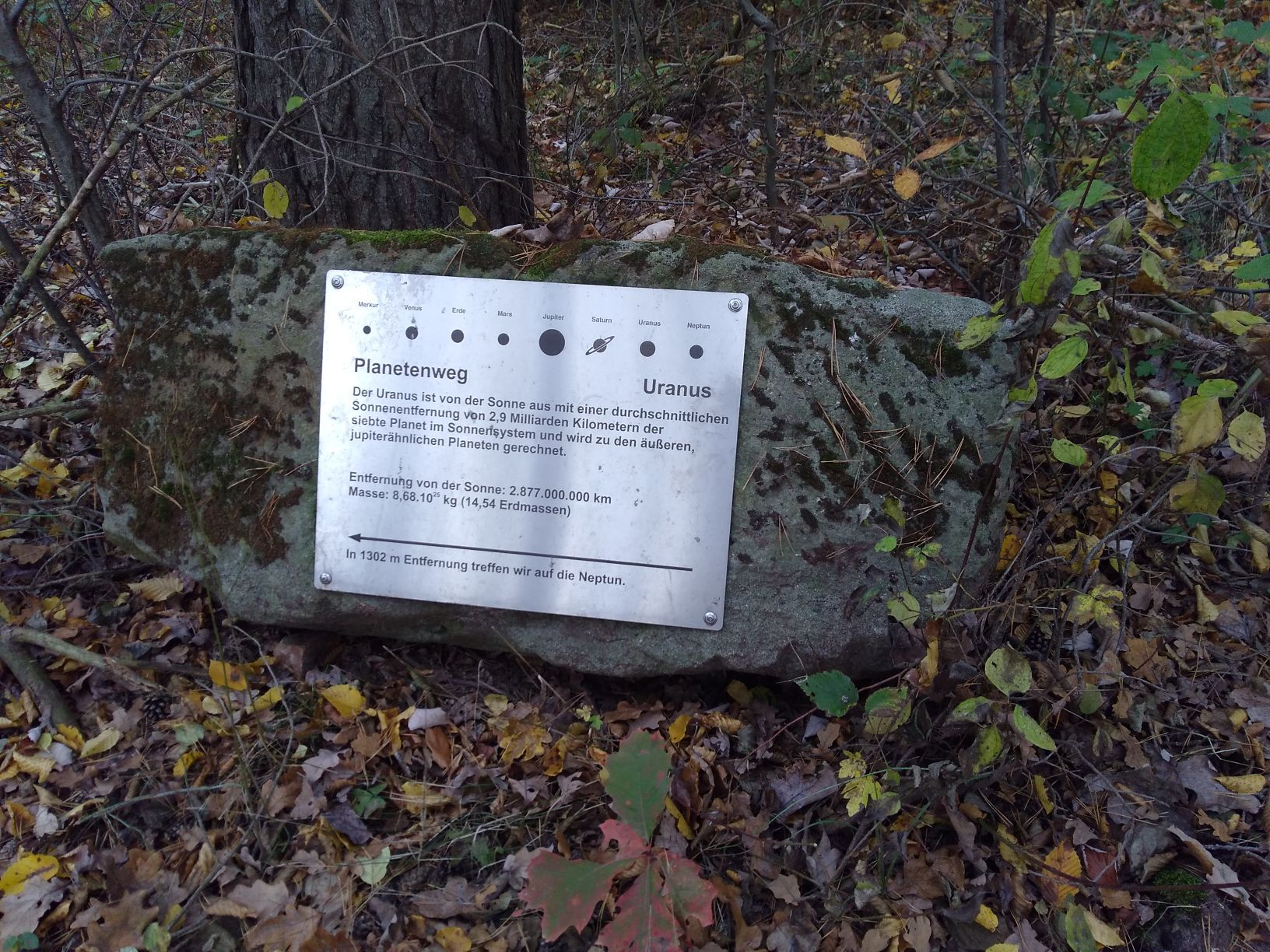
Uranus
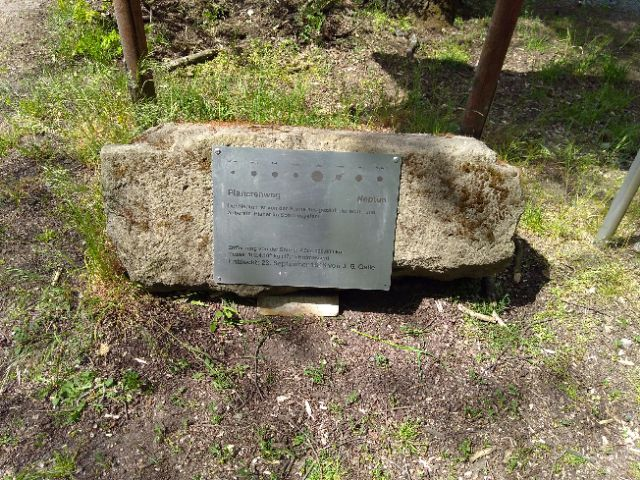
Neptun